# Viktor Lindner
Viktor Lindner (Salzburgo, 18 de octubre de 1927 - Salzburgo, 8 de abril de 2014) fue un futbolista austriaco que jugaba en la demarcación de centrocampista.

## Biografía
En 1952, con 25 años debutó profesionalmente como futbolista con el Salzburger AK 1914 de Austria. Un año después fichó por el SV Austria Salzburg, que militaba en la Bundesliga, la liga principal de Austria, recién ascendido de la Tauernliga, la segunda división de la liga. En 1957 descendió de nuevo a la Tauernliga, aunque permaneció sólo dos años, momento en el que volvió a ascender. Jugó en el club durante siete temporadas, hasta la temporada 1959/1960, momento en el que se retiró como futbolista.
Falleció el 8 de abril de 2014 en Salzburgo a los 86 años de edad.

## Clubes
| Club                | País    | Año         |
| ------------------- | ------- | ----------- |
| Salzburger AK 1914  | Austria | 1952 - 1953 |
| SV Austria Salzburg | Austria | 1953 - 1960 |